# Mayrig
Mayrig è un film francese del 1991 diretto da Henri Verneuil. La pellicola racconta la storia di una famiglia armena rifugiatasi in Francia per sfuggire al feroce Impero Ottomano.
La pellicola, parzialmente autobiografica, sceneggiata dallo stesso regista franco-armeno, ha come protagonisti Claudia Cardinale e Omar Sharif.
In lingua armena Mayrig significa Madre.

## Trama
Il film narra le vicende di una famiglia armena che dalla Turchia emigra in Francia (precisamente a Marsiglia) a seguito del genocidio degli Armeni del 1915.

## Distribuzione

### Televisione
In Italia il film è andato in onda nel 1995 su Rai 2 assieme al suo sequel, presentato con un titolo unico (Mayrig - Quella strada chiamata paradiso), e diviso in 2 parti. Viene riproposto ogni anno nel periodo estivo.

## Sequel
Di questo film Verneuil ha girato anche un seguito, sempre con gli stessi protagonisti, intitolato Quella strada chiamata paradiso. Questi due film hanno avuto scarsa diffusione in Italia, come ha denunciato la scrittrice Antonia Arslan.